# Falsistrellus tasmaniensis
Falsistrellus tasmaniensis är en fladdermusart som först beskrevs av Gould 1858.  Falsistrellus tasmaniensis ingår i släktet Falsistrellus och familjen läderlappar. Inga underarter finns listade i Catalogue of Life.
Arten når en kroppslängd (huvud och bål) av 57 till 66 mm och en svanslängd av 40,5 till 51 mm. Den har mörk rödbrun päls på ovansidan och ljusare gråbrun päls på undersidan. Huvudets kännetecknas av långa öron (13,5 till 19 mm) som är något spetsiga på toppen och som har ett veck på utsidan. På nosen förekommer bara glest fördelade hår. Vingarnas undersida och svansflyghuden är delvis täckta med hår.
Denna fladdermus förekommer i sydöstra Australien och på Tasmanien. Arten vistas i låglandet och i bergstrakter upp till 1500 meter över havet. Habitatet utgörs av fuktiga skogar. Individerna vilar bland annat i håligheter i växtstjälkar och i byggnader.
Falsistrellus tasmaniensis flyger oftast ovanför trädens kronor. Honor har under sommaren (december på södra jordklotet) en kull med en unge. Arten håller vinterdvala.